# Mouvement révolutionnaire des travailleurs
Le Mouvement révolutionnaire des travailleurs (MRT ; en langue portugaise Movimento Revolucionário de Trabalhadores) est une organisation politique brésilienne d'extrême gauche trotskiste fondée en 2015,. Il fait partie de la Fraction trotskyste – Quatrième Internationale.

## Historique

### Origines
Le groupe qui deviendra le MRT apparaît à la fin des années 1990 sous la forme du groupe Stratégie révolutionnaire (en portugais Estratégia revolucionária), un groupe de propagande qui, après avoir été expulsé du Parti socialiste des travailleurs unifié, avait pour objectif de créer un journal ouvrier ouvert aux travailleurs, se réclamant de la tradition de Lénine et de Trotsky. Le groupe entend dès sa création être une opposition de gauche au PT de Lula, critiquant par exemple le soutien accordé à ce parti par le PSTU. Le collectif prend par ailleurs une part active à la grève de 2000 de l'USP et, entre 2000 et 2002, il participe à la formation d'un bloc antifasciste mettant en avant la nécessité d'une alliance de la jeunesse avec la classe ouvrière. En 2004, l'organisation participe à la lutte des chimistes de Flakepet lors de l'occupation de l'usine d'Itapevi. Lors de sa deuxième conférence nationale, les militants du groupe ER décident de la transformer en une organisation politique à part entière (et non plus simplement un journal) et fondent donc la Ligue pour une stratégie révolutionnaire - Quatrième internationale (LER-QI),,.

### En tant que LER-QI

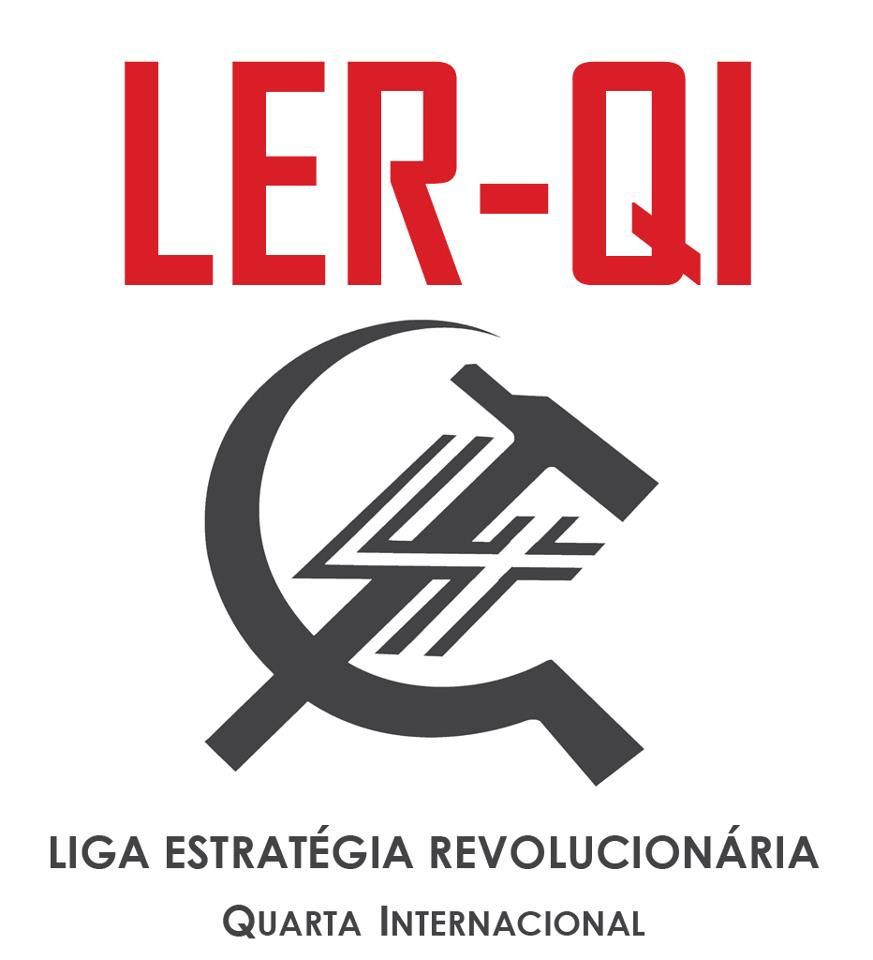
Logo de la LER-QI (2004-2015)

Lors des élections de 2006, la LER-QI appelle à voter blanc, considérant qu'aucune option électorale ne représente une alternative pour les travailleurs. Lors de son premier congrès en 2007, les militants de la ligue analysent de manière critique le processus de croissance économique au Brésil, en soulignant la manière dont cette croissance se déroule, notamment concernant l'aggravation des inégalités. La LER-QI participe ensuite à l'occupation du bureau du recteur de l'USP en 2011, alors qu'un mouvement étudiant secoue l'établissement et que des étudiants organisés en assemblée décident d'occuper le bâtiment. Après l'occupation, les jeunes de la ligue, rassemblés au sein de la Juventude Pela Revolução Socialista, participent aux élections syndicales étudiantes sur la liste du 27 de Octubre, qui obtient 503 voix (3,8 %). En 2013, ils participent au mouvement protestataire pour la gratuité des transports, dénonçant le rôle que le PT et d'autres partis jouaient dans des affaires de corruption, tout en prenant leurs distances avec les manifestations de type black bloc, considérant que leur méthode était inadéquate. En 2014, la LER-QI participe au mouvement Nao vai ter copa ("Il n'y aura pas de coupe du monde"), ainsi qu'aux grèves de cette année-là, notamment chez les éboueurs et au sein des universités, qui permettent d'arracher une résolution de l'USP en défense de l'éducation gratuite. À la suite de ses interventions lors de ces mobilisations, la LER-QI se réunit lors de son Ve congrès extraordinaire en 2015 et décide de changer de nom pour devenir le Mouvement révolutionnaire des travailleurs.

### En tant que MRT
Le MRT vote lors de son premier congrès en juillet 2015 une pétition d'adhésion au Parti socialisme et liberté (PSOL),, qui suscite un soutien sur les réseaux et de la part d'intellectuels,, ainsi que parmi les courants internes du PSOL,. Cependant, son entrée est refusée par le congrès du PSOL, ; malgré cela, le MRT participe aux élections municipales de 2016 sur des listes du PSOL,, ainsi qu'à São Paulo, Santo André, Rio de Janeiro, Campinas et Contagem. Lors des élections présidentielles, le MRT appelle de nouveau à voter blanc en défendant la nécessité d'une candidature à la gauche du PT. Cependant, lors de la destitution de Dilma Rousseff, le MRT appelle à la formation d'une assemblée constituante, ainsi qu'au rejet du coup d'État institutionnel de la droite et des attaques à l'encontre de Dilma Roussef et du PT, considérant le processus comme faisant partie de la « fin de cycle » de ce qu'il appelle les gouvernements « post-néolibéraux ». Après l'imposition de Michel Temer en tant que président, le mouvement participe aux mobilisations contre lui, et appelle à la coordination d'une grève générale. Plus récemment, le MRT a dénoncé la militarisation de Rio de Janeiro, et l'assassinat de la dirigeante du PSOL, Marielle Franco.
Le collectif de jeunesse du MRT, l'Étincelle révolutionnaire (Faísca Revolucionária) est particulièrement actif à l'Université de São Paulo, l'Université d'État de Rio de Janeiro, l'Université de Brasilia, l'Université fédérale du Pernambouc, l'Université fédérale de Rio Grande do Norte, Université fédérale de l'ABC, l'Université fédérale du Rio Grande do Sul, l'Université fédérale de Fluminense, l'Université fédérale du Minas Gerais et l'Université d'État de Campinas. Le MRT est par ailleurs très implanté au sein des syndicats de cheminots de São Paulo et de Rio de Janeiro et il dirige le Sindipetro-RJ, qui s'est imposé en 2024 en tant que principal syndicat de raffineurs à Rio de Janeiro, et dont Leandro Lanfredi, militant du MRT, est le dirigeant. Il publie le magazine Ideias de Esquerda, possède la maison d'édition Ediciones Iskra, promeut le groupe féministe marxiste Pão e Rosas, ainsi que le groupe militant noir Quiombo Vermelho et, depuis 2015, publie le journal numérique Esquerda Diário, l'un des médias en ligne les plus lus au Brésil.

## International
Le MRT est membre de la FT-CI, qui rassemble 14 partis trotskistes à travers le monde. Parmi eux figurent par exemple le PTS argentin, le CRT dans l'Etat espagnol, la LOR-CI en Bolivie, ou encore Révolution Permanente en France.